# Phlebobranchia
Sous-ordre
Les Phlebobranchia sont un ordre (anciennement un sous-ordre) de tuniciers de la classe des ascidies.

## Liste des familles
Selon World Register of Marine Species (2 novembre 2019) :
- famille Agneziidae Monniot & Monniot, 1991
- famille Ascidiidae Herdman, 1882
- famille Cionidae Lahille, 1887
- famille Corellidae Lahille, 1888
- famille Dimeatidae Sanamyan, 2001
- famille Hypobythiidae Sluiter, 1895
- famille Octacnemidae
- famille Perophoridae Giard, 1872
- famille Plurellidae Kott, 1973

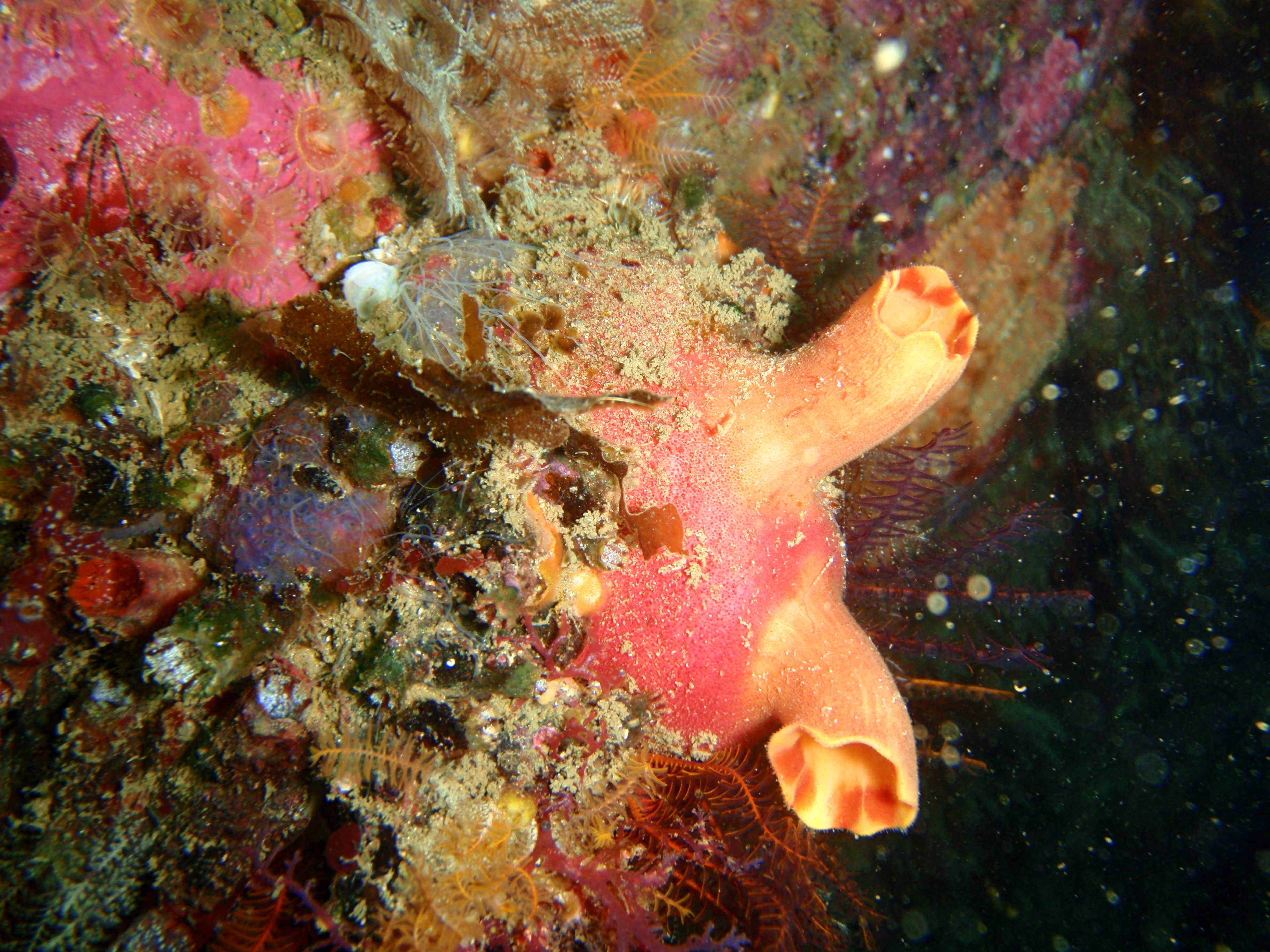
Ascidia incrassata (Ascidiidae)
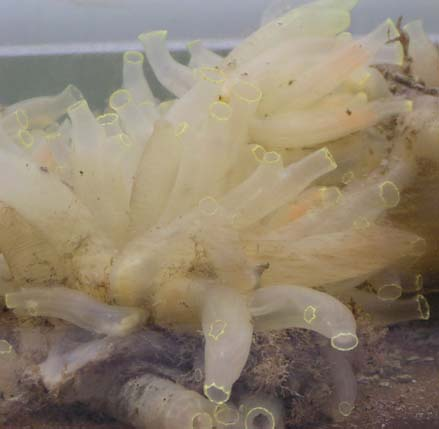
Ciona intestinalis (Cionidae)
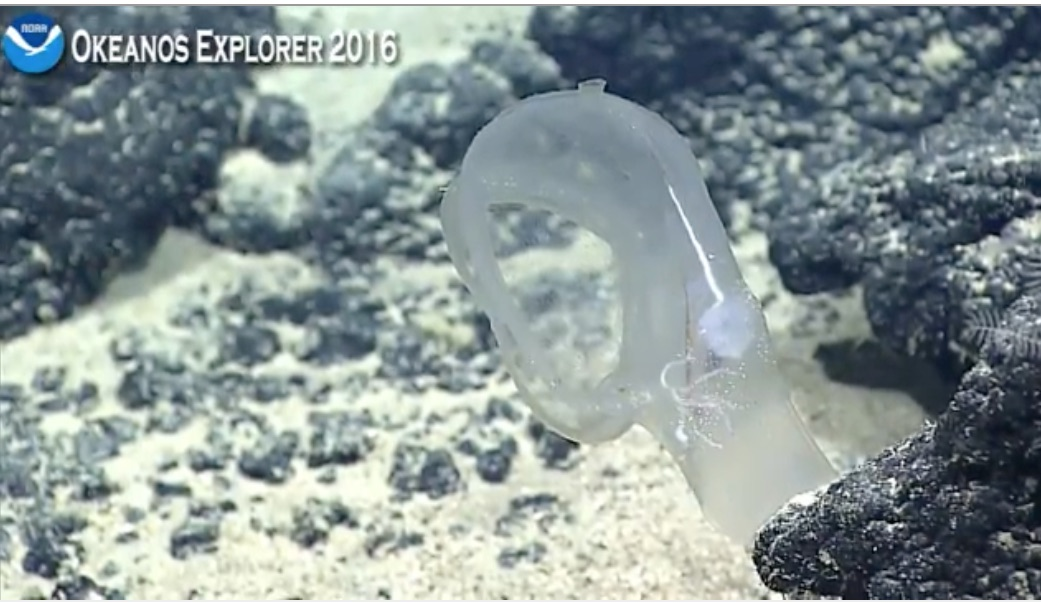
Megalodicopia sp. (Octacnemidae)
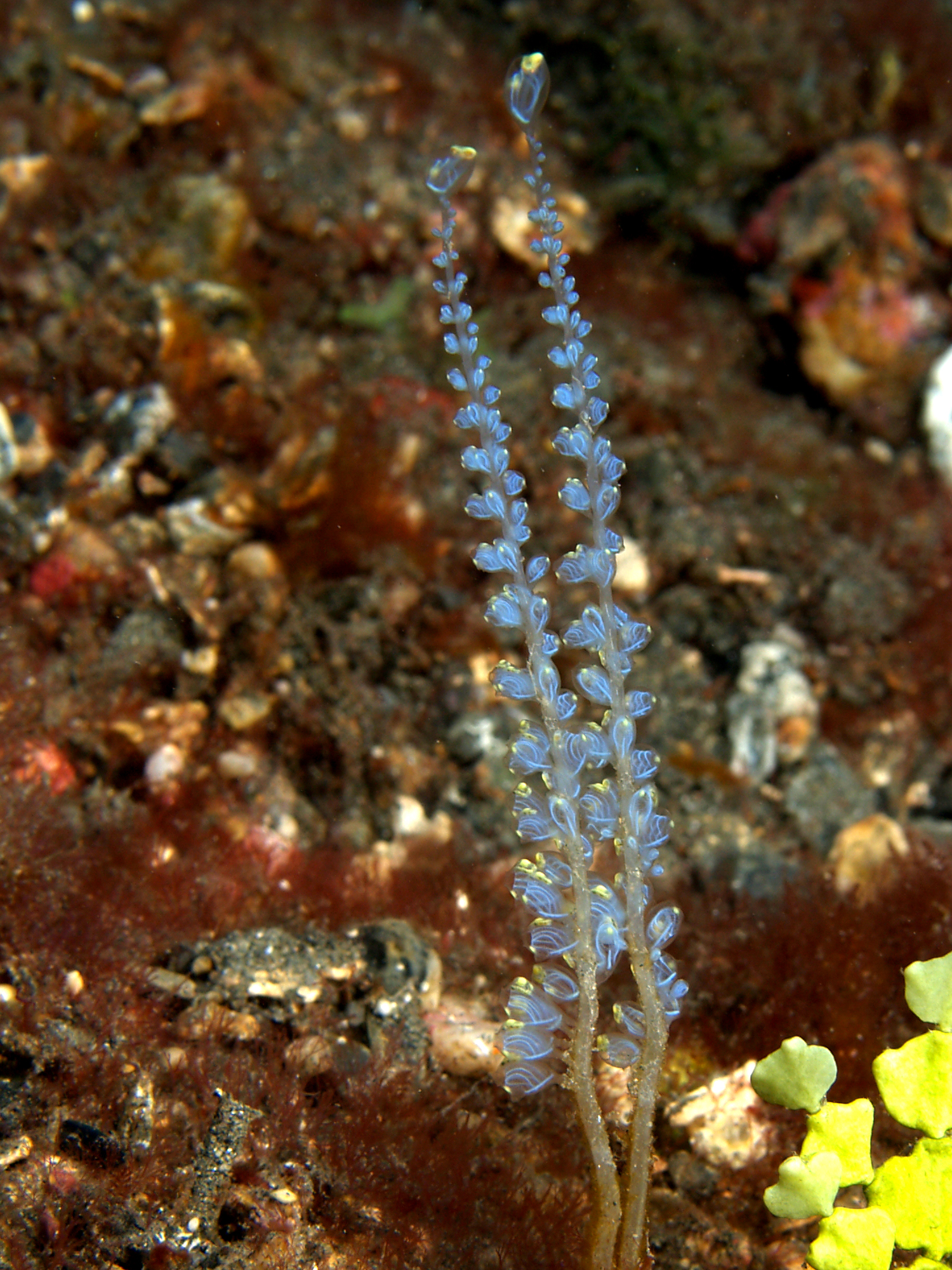
Perophora namei (Perophoridae)